# Yu Yu Hakusho
Yu Yu Hakusho is een manga, gemaakt door Yoshihiro Togashi. De manga vertelt het verhaal van een 14-jarige jongen, Yusuke Urameshi, die na zijn dood een tweede kans krijgt als Spirit Detective. Als Spirit Detective is het de taak van Yusuke om op demonen te jagen.
De anime van Yu Yu Hakusho telt 112 afleveringen, en is uitgegeven door Studio Pierrot, beter bekend van Naruto en Bleach.
De anime en manga zijn inmiddels compleet, en Togashi werkt inmiddels aan Hunter × Hunter. Yu Yu Hakusho kent een abrupt einde, dit komt vooral omdat Togashi creatieve meningsverschillen over de manga had met zijn editor.